# Arvika Tidning
Arvika Tidning var en dagstidning utgiven i Arvika från 1 december 1883 till 30 oktober 1962. Två provnummer kom ut 1 december och 15 december 1883. Tidningens fullständiga titel var Arvika Tidning /Nyhets och annonsblad för Arvika köping och vestra Wermland, senare med tillägget och riksgränsen och Seffle inskjutet efter Arvika.

## Redaktion
Redaktionsort var Arvika. Tidningens politiska tendens var i början moderat liberal. Enligt tidningen 6 december 1884 Vi tillhöra den moderat-liberala pressen i vårt land och stå, ifall vi nödvändigt skolla fram med en politisk term, i Centern. Senare 1900 betecknas tidningen som frisinnad. 1918 är den moderat och samma gäller 1942-1946. Från 1948 till nedläggningen är beteckningen neutral eller opolitisk. Tidningsledningen framgår av tabellen.
| Period                 | Ansvarig utgivare                         | Period                 | Redaktör               |
| ---------------------- | ----------------------------------------- | ---------------------- | ---------------------- |
| 1883-11-23--1909-12-02 | Lander, Johan Magnus                      | 1883-12-01--1887-01-07 | Lander, Johan Magnus   |
| 1909-12-03--1917-12-04 | Lander, Charlotta Kristina Elisabeth Ling | 1887-01-08--1909-12-07 | Svanström, Fr.         |
| 1917-12-05--1924-02-03 | Fjellner, Roel Folke Adolf                | 1909-12-07--1917-06-01 | Malmberg, Lars Peter   |
| 1924-02-04--1927-02-02 | Anderberg, Nikolas August                 | 1917-06-02--1917-12-12 | Lander, Elisabeth Ling |
| 1927-02-03--1934-09-17 | Ohlson, Theodor                           | 1917-12-13--1922-09-17 | Fjellner, Roël         |
| 1934-09-18--1942-05-13 | Hellquist, Karl Melvin                    | 1922-09-18--1922-10-15 | ingen uppgift          |
| 1942-05-13--1962-10-30 | Ander, Sten Einar Tore                    | 1922-10-16--1926-12-10 | Anderberg, Nikolas     |
|                        |                                           | 1926-12-11--1927-01-10 | ingen uppgift          |
| 1927-01-11--1927-04-12 | Krook, Ax(el?)                            |                        |                        |
| 1927-04-12--1927-10-17 | Ingen uppgift                             |                        |                        |
| 1927-10-18--1931-03-27 | Lundmark, Harry                           |                        |                        |
| 1931-03-28--1932-10-03 | Ingen upgift                              |                        |                        |
| 1932-10-04--1933-12-01 | Norrback, Axel                            |                        |                        |
| 1934-02-03--1942-05-10 | Hellquist, Melvin                         |                        |                        |
| 1942-05-11--1945-05-17 | Sjöberg, Herbert                          |                        |                        |
| 1945-05-18--1950-01-02 | Blomquist, Gunnar                         |                        |                        |
| 1950-01-03--1959-01-02 | Fallberg, N                               |                        |                        |
| 1959-01-03--1962-10-30 | Dunghed, Helge                            |                        |                        |

Första editionen, Del B, av tidningen kom ut oregelbundet från 7 december 1883 till 29 december 1906. Tidningen har sedan tre editioner vid olika tider: Fryksdalens tidning från 5 januari 1918 till 6 oktober 1920, Nordmarkingen från 7 maj 1935 till 31 december 1946. Efter 194 har tidningen en upplaga B från 1946-1952 som ersätter Nordmarkingen. B upplagan kommer ut på morgonen medan A-upplagan ges ut vid middag. Båda kommer tre dagar i veckan.
Utgivningsfrekvensen var lördagar till 2 januari 1892, sedan fredagar till 28 december 1900 varefter tidningen blitr tvådagars med utgivning tisdag och fredag morgon ill 30 november 1905 då tidningen blir tredagars. Utgivningsdagar tisdag, torsdag och lördag på morgonen. 1934 i november ändras det till måndag, onsdag och fredag.1942 i november återgår man till tisdag ,torsdag och lördag till tidningens upphörande. Tidningen upphörde 1962 då familjen Ander på Nya Wermlandstidningen köpte Arvika Nyheter och lade ner Arvika Tidningen.

## Tryckning
Förlaget hette Johan Magnus Lander i Arvika till 3 maj 1918 med orten angiven först 31 maj 1900. Sedan blir namnet 4 maj 1918 Arvika tidnings tryckeri på samma ort till 27 augusti 1934 då Aktiebolaget Arvika tidning tar över till tidningens upphörande. Tidningen hade endast svart färg till 31 december 1955 men fick sedan modernt fyrfärgstryck. Endast antikva som typsnitt kom 1 januari 1887 dessförinnan blandat fraktur med antikva. Tidningsupplagan var runt 2000 i början och var stabil till 1900 men ökade till över 4000 efter 1900. Under andra världskriget föll upplagan till bara 1500 exemplar. Den ökade till över 3000 1951 och sedan till omkring 5000 fram till tidningens nedläggning. Tidningen hade två till fjorton sidor. De ökades sakta till 10-14 sdor sista året. Satsytorna var mestadels stora som störst 70 x 58 cm men också nästan tabloid 1883 med 39 x 26-27 cm. Priset varierade från två  till tre kronor fram till 1917. Efterkrigsinflationen höjer priset till fem kronor och det blir sedan sex kronor ända fram till 1937.1948 når priset tio kronor och det tredubblas ungefär  fram till nedläggning 1962 då det  är tjugonio kronor. Tryckeri framgår av tabell. Till 1900 var Kristinehamn tryckort.
| Period                 | Tryckeri                              | Ort          | Kommentar |
| ---------------------- | ------------------------------------- | ------------ | --------- |
| 1883-12-01--1884-01-04 | F. Broström                           | Kristinehamn |           |
| 1884-01-05--1887-01-07 | A. F. Broström                        | Kristinehamn |           |
| 1887-01-08--1900-06-28 | J. L. Grundel                         | Kristinehamn |           |
| 1900-06-29--1909-12-14 | J. M. Lander                          | Arvika       |           |
| 1909-12-14--1918-01-04 | J. M. Landers tryckeri                | Arvika       |           |
| 1918-01-05--1921-11-05 | Arvika tidnings tryckeri              | Arvika       |           |
| 1921-11-06--1934-10-01 | Arvika tidnings boktryckeri           | Arvika       |           |
| 1934-10-02--1962-10-30 | Aktiebolaget Arvika tidnings tryckeri | Arvika       |           |